# Wenzel Anton von Kaunitz
Wenzel Anton, Prince af Kaunitz-Rietberg (født 2. februar 1711, død 27. juni 1794) var en diplomat og statsmand i Det tysk-romerske Rige. I 1764 blev han gjort til Reichfürstaf Kaunitz-Rietberg i Det tysk-romerske Rige, og i 1776 blev han prins af Kongeriget Bøhmen. 

## Biografi
Kaunitz blev født i Wien som søn af Maxmilian Ulrich Kaunitz og Marie Ernestine née von Ostfriesland-Rietberg. Familien Kounic er en gammel bøhmisk adelsslægt fra regionen Mähren. Fra barnsben var Kaunitz udset til at skulle blive præst, men det ønskede han ikke selv. Han kom derfor i stedet til at studere jura i Wien, Leipzig og Leyden. I løbet af sin karriere var han Maria Theresias ambassadør i Torino (1741), siden blev han minister i De habsburgske Nedrelandes regering. Under fraværet af dennes hersker Karl 7. og efter dennes guvernør og ærkehertuginde Maria Anna af Østrigs død, fungerede Kaunitz stort set som regeringsleder i perioden (oktober 1744 til juni 1746). I 1746 blev han tvunget til at forlade Bruxelles, efter at rigets styrker blev slået af de franske styrker, og han flyttede derfor med regeringen først til Antwerpen og senere til Aachen, hvor han kom til at repræsentere det Det tysk-romerske Rige ved Aachens kongres ved afslutningen af østrigske arvefølgekrig (1748). Han blev ligeledes ambassadør i Versailles fra 1750 til 1753, hvor han blandt andet spillede en væsentlig rolle i forbindelse med den senere Bourbon-Habsburg alliance. Kaunitz havde længe været en stærk modstander af den anglo-habsburgske alliance, der havde eksisteret siden 1731. 

## Udenrigsminister
Kaunitz' vigtigste og mest indflydelsesrige embede var kansler af staten og udenrigsminister, hvilket han bestred fra 1753 – 1792, og i hvilket han nød Maria Theresias fulde tillid. Til dels takket være Kaunitz, indgik Habsburgsk Østrig i 1756 en traktat med sin gamle fjende Frankrig (og senere med det Russiske Kejserrige og Sverige) mod Preussen for at vinde Schlesien tilbage, som habsburgerne havde tabt til Preussen under de Schlesienske krige. 
Kaunitz grundlagde det østrigske Staatsrat i 1761, der skulle overvåge omstruktureringen af hæren under Daun, samt at arbejdede hen imod at lægge kirken ind under staten. Han var præget af oplysningstidens tanker og blandt hans mål var også bedre uddannelse af almuen.
I 1764 fik Kaunitz titlen Reichsfürst (prins af det hellige romerske rige). Efter Syvårskrigen, hvor manglen på en flåde, der viste Østrigs sårbarhed på havet, stod han bag oprettelsen af en lille østrigsk flåde, der skulle styrke tilstedeværelse i Middelhavet, samt lægge grunden for fremtidens [[Østrig-Ungarns flåde]]. Selv om Joseph 2.'s generelt delte disse ideer, var hans reformer for hurtige og for grundige for Kaunitz, hvis indflydelse dog aftog lidt i løbet af Josephs regeringstid (1765-1790) og yderligere under de efterfølgende regenter Josephs bror Leopold 2. og Frans 2.
Kaunitz døde i Wien og blev begravet i hans families hvælving under Johannes Døberens kirke ved Slavkov u Brna kirkegård.
1. ↑  Navnet er anført på engelsk og stammer fra Wikidata hvor navnet endnu ikke findes på dansk.
2. ↑  Navnet er anført på engelsk og stammer fra Wikidata hvor navnet endnu ikke findes på dansk.
3. ↑  Navnet er anført på engelsk og stammer fra Wikidata hvor navnet endnu ikke findes på dansk.
4. ↑  Navnet er anført på engelsk og stammer fra Wikidata hvor navnet endnu ikke findes på dansk.
5. ↑  Navnet er anført på engelsk og stammer fra Wikidata hvor navnet endnu ikke findes på dansk.